# Limbo (chanson de Daddy Yankee)
Pour les articles homonymes, voir Limbo.
 (mars 2018).
Si vous disposez d'ouvrages ou d'articles de référence ou si vous connaissez des sites web de qualité traitant du thème abordé ici, merci de compléter l'article en donnant les références utiles à sa vérifiabilité et en les liant à la section « Notes et références ».
Limbo est le quatrième single de l'album Prestige (en) du chanteur portoricain Daddy Yankee, produit par MadMusick Giencarlos Rivera et Jonathan Rivera. Il a été composé en collaboration avec Eli Palacios, et a été officiellement publié avec l'album le 11 septembre 2012, sous le label El Cartel Records, distribué par Capitol Latin. Bien que n'étant pas dans le genre du reggaeton, la chanson a été largement acceptée internationalement, étant un succès et dépassant les 600 millions de vues dans la chaîne officielle de VEVO de l'artiste.

## Vidéo musicale
Le clip a été enregistré au Centre de cérémonie Otomi à Temoaya, sous la direction de Jessy Terrero. La chaîne MTV a été créée le 28 octobre 2012. Actuellement, elle a obtenu le certificat sur YouTube après avoir dépassé les 100 millions de vues. Récemment, la vidéo a dépassé 475 millions de vues au total[réf. nécessaire]. Le modèle de la vidéo est la brésilienne Natália Subtil.

## Remixe
Un remix officiel de Limbo a été produit en collaboration avec le duo Wisin & Yandel, qui avait déjà travaillé quelques mois auparavant pour le remix de Hipnotízame, après leur réconciliation. Le remix n'a pas perdu l'essence de la chanson originale, bien que certains des disciples de Daddy Yankee n'aient pas très bien accepté la chanson[réf. nécessaire]. Elle a été publiée le 16 janvier 2013, après avoir été créée dans le programme El Coyote The Show.

## CD Single
Le Single CD devrait sortir en 2014 ; en raison de son énorme succès, il devrait avoir plusieurs versions.
N ° Titre Durée
- 1. Limbo, 3:44
- 2. Limbo (Remix (avec Wisin & Yandel), 3:45
- 3. Limbo (a cappella), 3:40
- 4. Limbo (spanglish), 3:45
- 5. Limbo (instrumental), 3:45
- 6. Limbo (2SHAKERS Tribal Remix), 4:58
- 7. Limbo (version de Pex L Modifier), 4:46

## Classements
Liste des pays, avec le meilleur classement.
- Espagne PROMUSICAE : 46.
- États-Unis U.S Billboard Latin Pop Airplay : 1.
- États-Unis U.S Billboard Latin Songs : 1.
- France SNEP : 141.
- Italie FIMI : 17.
- Suisse Schweizer Hitparade : 33.